# Achille Liénart
Achille Liénart (7 de fevereiro de 1884 a 15 de fevereiro de 1973) foi um cardeal francês da Igreja Católica Romana. Ele serviu como bispo de Lille de 1928 a 1968 e foi elevado ao cardinalato em 1930.

## Biografia
Nascido em Lille, filho de uma família burguesa de comerciantes de tecidos, Liénart foi o segundo dos quatro filhos de Achille Philippe Hyacinthe Liénart e Louise Delesalle. Estudou no Colégio Saint-Joseph, o Seminário de Saint-Sulpice, em Paris , o Institut Catholique de Paris, Collège de Sorbonne, e o Pontifício Instituto Bíblico, em Roma. Foi ordenado ao sacerdócio em 29 de junho de 1907 e depois lecionou no Seminário de Cambrai até 1910, e depois em Lille até 1914. Durante a Primeira Guerra Mundial, Liénart serviu como capelão do exército francês e fez trabalho pastoral em sua cidade natal, de 1919 a 1928. Como sacerdote, defendeu a reforma social, o sindicalismo e o movimento dos trabalhadores-padre.
Em 6 de outubro de 1928, foi nomeado bispo de Lille pelo papa Pio XI. Liénart recebeu sua consagração episcopal no dia 8 de dezembro seguinte do Bispo Charles-Albert-Joseph Lecomte de Amiens, com os Bispos Palmyre Jasoone e Maurice Feltin servindo como co-consagradores, em Tourcoing. Ele foi criado Cardeal Sacerdote de S. Sisto por Pio XI no consistório de 30 de junho de 1930. Por coincidência, um dos primeiros padres que ele ordenou, em 21 de setembro de 1929, foi um certo Marcel Lefebvre. Os caminhos de Liénart e Lefebvre seriam interligados nos anos seguintes, servindo inclusive na Comissão Preparatória Central do Concílio Vaticano II. E foi Liénart quem, como cardeal, em 1947 consagraria Lefebvre (que havia sido nomeado Vigário Apostólico de Dakar no Senegal) ao Episcopado.
Durante a ocupação alemã, Liénart inicialmente apoiou Philippe Pétain, mas se opôs fortemente à Alemanha nazista.
Liénart, que participou do conclave de 1939, foi eleito presidente da Conferência Episcopal Francesa em 1948, representando a Igreja Católica na França, e permaneceu nesse posto até 1964. Eleitor do conclave de 1958, ele foi nomeado Prelado de Missão da França em 13 de novembro de 1954 e mais tarde renunciou a este cargo em 1964.
Um participante ativo do Concílio Vaticano II (1962-1965), Liénart foi uma voz liberal líder no Conselho e sentou-se no seu Conselho de Presidência. Quando a Cúria Romana, composta predominantemente de prelados conservadores, emitiu uma lista de nomeados para os membros das comissões do Conselho, Liénart objetou que nada das qualificações dos nomeados foi incluído. Liénart, assistido pelos cardeais Bernardus Johannes Alfrink e Giovanni Colombo, entregou uma das mensagens finais do Conselho em 8 de dezembro de 1965. Ele também foi um dos cardeais eleitores do conclave de 1963, que selecionou o Papa Paulo VI.
Liénart renunciou ao cargo de bispo de Lille em 14 de março de 1968, após quarenta anos de serviço. Perdeu, em 1º de janeiro de 1971, o direito de participar de um conclave, já tendo atingido a idade de 80 anos. Após sua morte, aos 89 anos, foi sepultado na Catedral Notre-Dame-de-la-Treille.